# مولی گودمن
مولی گودمن (زادهٔ فوریه ۱۹۹۳) یک قایقران استرالیایی است. او یک قهرمان ملی، یک المپیکی دوگانه و یک قهرمان جهان است که در سال ۲۰۱۷ عنوان جهانی خود را در یک مسابقه چهار بدون کاکس کسب کرده است. او در مسابقه هشت نفره استرالیا شرکت کرد و در جام چالشی رمینهم در مسابقات هنلی رویال رگاتا ۲۰۱۸ پیروز شد. او در المپیک ۲۰۲۰ توکیو، در بخش هشت نفره زنان برای تیم استرالیا رقابت کرد.

## قایقرانی باشگاهی و ملی
گودمن در آدلاید بزرگ شده و در باشگاه قایقرانی آدلاید (Adelaide Rowing Club) قایقرانی می‌کند.
گودمن برای اولین بار در سال ۲۰۱۱ به عنوان نماینده استرالیای جنوبی در دسته جوانان زنان انتخاب شد و در مسابقات جام بی‌سنتمیال در مسابقات بین‌المللی قایقرانی استرالیا شرکت کرد. از سال‌های ۲۰۱۳ تا ۲۰۱۶، او در تیم قایقرانی زنان بزرگسال استرالیای جنوبی به عنوان کشتی‌بان (stroked) در مسابقات جام ملکه شرکت کرد. در سال‌های ۲۰۱۹ و ۲۰۲۱ نیز به عنوان کشتی‌بان در تیم زنان استرالیای جنوبی در مسابقات جام ملکه شرکت کرد. در سال ۲۰۲۳، او به عنوان نماینده استرالیای جنوبی در رقابت‌های تک‌نفره در مسابقات بین‌المللی قایقرانی شرکت کرد و مقام سوم را کسب نمود.
با باشگاه قایقرانی آدلاید، او در مسابقات قهرمانی ملی قایقرانی استرالیا در موقعیت‌های مختلفی شرکت کرده است. در مسابقات قهرمانی استرالیا در سال ۲۰۱۷، او در مسابقات قهرمانی ملی برای دونفره بدون کشتی (coxless pair)، چهار نفره بدون کشتی (coxless four) و هشت نفره زنان (women's eight) شرکت کرد. در سال ۲۰۱۸، او به همراه سارا هاو (Sarah Hawe) عنوان قهرمانی ملی دونفره بدون کشتی را کسب کرد. در همان سال، او به عنوان عضو تیم انتخابی ترکیبی استرالیا در مسابقات قهرمانی زنان هشت نفره انتخاب شد و این موفقیت را در سال ۲۰۲۱ نیز با تیم مرکز آموزش ملی تکرار کرد. در مسابقات قهرمانی استرالیا در سال ۲۰۲۳، او با یک تیم ترکیبی عنوان قهرمانی ملی چهار نفره را کسب کرد.

## نماینده بین‌المللی قایقرانی
اولین حضور ملی گودمن به سال ۲۰۱۱ برمی‌گردد، زمانی که او برای مسابقات جام جهانی قایقرانی جوانان ۲۰۱۱ در ایتون دورنی انتخاب شد و در قایق چهار نفره استرالیایی‌ها به رقابت پرداخت. آن قایق در مجموع دهم شد. در سال ۲۰۱۳، او در جام جهانی قایقرانی U23 در لینز شرکت کرد و در صندلی چهارم قایق هشت نفره زنان به مقام چهارم در فینال رسید.
او در سال ۲۰۱۴ به تیم قایق هشت نفره زنان استرالیا رفت. آنها در جام جهانی قایقرانی III در لوسرن و سپس در جام جهانی قایقرانی ۲۰۱۴ در آمستردام شرکت کردند و در نهایت در جایگاه دهم قرار گرفتند. در سال ۲۰۱۵، او در یک قایق دو نفره بدون کاکس با جنوویو هورتون به رقابت پرداخت. آنها در دو جام جهانی قایقرانی در اروپا شرکت کردند و سپس در جام جهانی قایقرانی ۲۰۱۵ در آویگبلت با رتبه سیزدهم جهانی به کار خود پایان دادند.
گودمن در سال ۲۰۱۶ عضو قایق هشت نفره زنان استرالیا بود که در ابتدا از کسب سهمیه برای المپیک ریو ۲۰۱۶ بازمانده بود، اما پس از رسوایی دوپینگ روسیه به‌طور ناگهانی به تیم دعوت شد. سازمان جهانی مبارزه با دوپینگ تخلفات در زمینه تست دوپینگ توسط دولت روسیه را کشف کرده بود و کمیته بین‌المللی المپیک به منظور حمایت از ورزشکاران سالم و تعیین قوانین ورود سختگیرانه برای ورزشکاران روس، بسیاری از قایقرانان روس و تقریباً تمام تیم‌های آنها را از المپیک کنار گذاشت. این تیم که دو ماه پیش پس از ناکامی در کسب سهمیه پراکنده شده بود، دوباره جمع شد و در آخرین لحظه به ریو سفر کرد و قایق را قرض گرفت. آنها در مرحله مقدماتی آخر شدند، در دور دوم باز هم آخر شدند و حذف شدند.
پس از المپیک، گودمن به رقابت در سطح بالا ادامه داد و در سال ۲۰۱۷ به‌عنوان نفر اول در قایق چهار نفره بدون کاکس استرالیا با لوسی استفان، کاترینا وری، و سارا هاو انتخاب شد. آنها در جام جهانی قایقرانی II و III شرکت کردند و به‌عنوان یک تیم چهار نفره در فصل بین‌المللی هیچ مسابقه‌ای را نباختند. در جام جهانی قایقرانی ۲۰۱۷ در ساراسوتا، فلوریدا، وضعیت به همان شکل باقی ماند. آنها در مرحله مقدماتی پیروز شدند و در فینال با شش‌میلی‌متر از ۵۰۰ متر ابتدایی و پنجم در ۱۰۰۰ متر قرار گرفتند. در ۵۰۰ متر سوم، آنها شروع به فشار آوردن به هلند کردند و به آنها، لهستان و روسیه پیوستند که همگی به دنبال سکو بودند. در آخرین دوندگی، استفان از گودمن خواست که تعداد ضربات را افزایش دهد و با ۴۳ ضربه در دقیقه، قایق استرالیایی به جلو رفت و مدال طلا و عنوان قهرمانی جهان را از آن خود کرد و جلوتر از لهستان و روسیه ایستاد.
با جایگزینی کاترینا وری با رز ماری پپا، تیم قهرمان جهان چهار نفره در سال ۲۰۱۸ نیز همچنان به رقابت‌های بین‌المللی ادامه داد و با پیروزی در مدال طلای جام جهانی قایقرانی II در لینز، اتریش، کمپین بین‌المللی ۲۰۱۸ خود را آغاز کرد. در دومین رقابت خود در فصل بین‌المللی ۲۰۱۸ در قایق هشت نفره انتخابی استرالیا و به‌عنوان تیم آموزش ملی جورجینا هوپ رینهارت، بعد از حامی قایق‌رانی استرالیا، جینا رینهارت، گودمن قایق را به پیروزی در چالش رمنهام کاپ ۲۰۱۸ در رقابت‌های رگیات هِنلی هدایت کرد. هفته بعد در قایق چهار نفره بدون کاکس، گودمن دوباره مدال طلای دیگری را در جام جهانی قایقرانی III در لوسرن به‌دست‌آورد. در زمان جام جهانی قایقرانی ۲۰۱۸ پپا به‌دلیل مصدومیت از تیم چهار نفره خارج شده و کات وری به تیم برگشته بود. با قرار گرفتن در همان موقعیت‌های ۲۰۱۷، قایق چهار نفره استرالیایی در مرحله مقدماتی پیروز شد، در نیمه‌نهایی توسط قایق جدید ترکیب‌شده ایالات متحده آمریکا شگفت‌زده شد و در فینال به مقام دوم رسید و مدال نقره جهانی را به‌دست‌آورد.
در سال ۲۰۱۹، گودمن دوباره به تیم قایق‌رانان استرالیایی برای فصل بین‌المللی انتخاب شد. در تلاشی برای کسب سهمیه برای قایق هشت نفره زنان برای المپیک ۲۰۲۰، انتخاب‌کنندگان تغییراتی بین قایق چهار نفره بدون کاکس و هشت نفره ایجاد کردند. گودمن به‌عنوان نفر اول قایق هشت نفره زنان استرالیا انتخاب شد و آنها را به پیروزی در مدال طلای جام جهانی قایقرانی II در پوزنان و مدال نقره در جام جهانی قایقرانی III در روتردام هدایت کرد. سپس گودمن برای رقابت در قایق هشت نفره زنان استرالیا در جام جهانی قایقرانی ۲۰۱۹ در لینز، اتریش انتخاب شد. قایق هشت نفره به دنبال کسب مقام پنج برتر در مسابقات جهانی ۲۰۱۹ برای کسب سهمیه المپیک توکیو بود. آنها در مرحله مقدماتی دوم شدند، از دور دوم عبور کردند و در فینال از ابتدای مسابقه و در تمامی سه ۵۰۰ متر پیش افتادند تا اینکه توسط نیوزلند با ۲٫۷ ثانیه عقب افتادند. قایق هشت نفره استرالیا مدال نقره را به‌دست‌آورد و برای توکیو ۲۰۲۰ سهمیه گرفت.
در المپیک توکیو ۲۰۲۰، قایق هشت نفره زنان استرالیا در مرحله مقدماتی سوم شد، در دور دوم چهارم و در فینال المپیک A پنجم شد.